# 리바니시

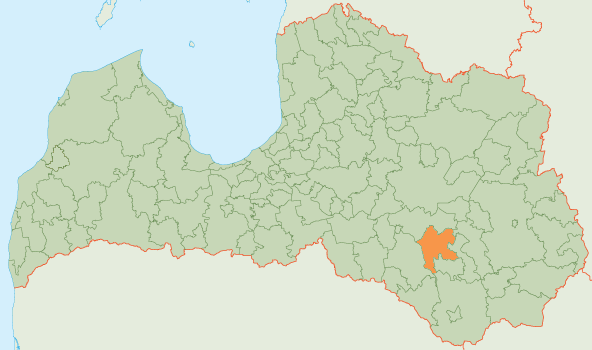
리바니 시의 위치

리바니시(라트비아어: Līvānu novads)는 라트비아의 지방 자치체로 행정 중심지는 리바니이며 면적은 624.6km2, 인구는 14,292명(2009년 기준), 인구 밀도는 23명/km2이다. 1개 도시, 5개 교구를 관할한다.